# Jason Goes to Hell: The Final Friday
Jason xuống địa ngục: Ngày thứ sáu cuối cùng (tựa gốc tiếng Anh: Jason Goes to Hell: The Final Friday) là bộ phim kinh dị thứ 9 trong loạt phim Friday the 13th của tên sát nhân mặt nạ Jason Voorhees, được phát hành vào năm 1993. Đây là bộ phim đầu tiên trong loạt phim được phát hành bởi hãng New Line Cinema.
Nam diễn viên Kane Hodder tiếp tục đóng vai Jason Voorhees sau khi thủ vai rất thành công ở hai phần trước (The New Blood và Jason Takes Manhattan). Câu khẩu hiệu của phim là Evil has finally found a home, có nghĩa là Cái ác cuối cùng cũng tìm được nhà.

## Nội dung
Ở khu cắm trại hồ Crystal, một nữ đặc vụ đã lừa Jason Voorhees vào một cái bẫy được sắp đặt bởi lực lượng FBI, những người lính bắn nổ tung thân thể của Jason. Những mảnh thịt của Jason được đưa về nhà xác, nơi đây có một nhân viên điều tra bị linh hồn Jason nhập vào sau khi nuốt phải trái tim của hắn. Jason bây giờ đang ở trong thân xác của người điều tra, bỏ trốn khỏi nhà xác, gây ra những cái chết.
Jason giết chết ba người thiếu niên cắm trại ở hồ Crystal. Hắn cũng tấn công hai sĩ quan cảnh sát, giết một người và nhập vào người còn lại. Trong khi đó, thợ săn tiền thưởng Creighton Duke khám phá ra rằng chỉ những người chung dòng máu với Jason mới có thể hủy diệt hắn mãi mãi. Những người chung dòng máu với Jason gồm có Diana Kimble (em gái cùng cha khác mẹ của hắn), Jessica - con gái Diana, và Stephanie - đứa con gái sơ sinh của Jessica và Steven Freeman.
Jason đến nhà Diana. Steven xông vào tấn công Jason. Diana bị giết chết còn Jason bỏ chạy. Steven bị buộc tội giết Diana và bị cảnh sát bắt. Trong buồng giam Steven gặp Duke, người kể lại mọi việc cho anh nghe. Steven liền bỏ trốn khỏi buồng giam để đi tìm Jessica. Steven đến căn nhà Voorhees để tìm chứng cứ thuyết phục Jessica, nhưng anh lọt xuống dưới sàn nhà. Lúc đó Robert Campbell - người mà Jessica đang hẹn hò cũng đến căn nhà này. Jason xông vào chiếm xác Robert. Steven kéo Jessica lên xe rồi cán Jason khi hắn tính làm hại Jessica. Jessica không tin Steven, cô xô anh ra khỏi xe và chạy đến đồn cảnh sát.
Jason đến đồn cảnh sát và giết hết các sĩ quan. Jessica lúc này đã tin Steven, cả hai cùng nhau chạy đến quán ăn đón đứa con sơ sinh, Duke cũng bỏ trốn khỏi buồng giam. Những người trong quán ăn phục kích Jason nhưng họ đều bị hắn giết chết. Do bị thương tích nặng nề nên Jason gục ngã một lúc. Steven và Jessica tìm thấy một ghi chú từ Duke, nói rằng ông ta đang giữ đứa bé và yêu cầu Jessica một mình đến gặp ông ta ở căn nhà Voorhees.
Ở căn nhà Voorhees, Jessica gặp Duke và nhận được con dao găm huyền bí có thể giúp cô tiêu diệt Jason mãi mãi. Duke bị rơi xuống sàn nhà, lúc đó có hai viên cảnh sát xông vào. Ông cảnh sát trưởng bị Jessica đâm chết do hiểu lầm, rồi cô ta làm rơi con dao găm. Người cảnh sát còn lại đang bị Jason nhập, định dùng đứa bé Stephanie để tái sinh nhưng Steven lấy dao rựa chém đứt cổ hắn. Trái tim của Jason trong hình dạng ác quỷ bò ra khỏi cổ người cảnh sát, bò đến chỗ xác chết của Diana. Jason đã được tái sinh, có lại thân xác cũ của hắn và giết chết Duke.
Steven và Jason đánh nhau bên ngoài trong khi Jessica đang đi nhặt con dao găm. Jason sắp giết được Steven thì hắn bị Jessica đâm con dao găm vào ngực. Những cánh tay ác quỷ dưới lòng đất thò lên kéo Jason xuống địa ngục. Steven và Jessica tái hợp rồi cùng bước đi dưới ánh bình minh cùng với đứa con của họ. Lúc đó bàn tay móng vuốt của Freddy Krueger thò lên kéo mặt nạ của Jason xuống đất.

## Diễn viên
- John D. LeMay vai Steven Freeman
- Kari Keegan vai Jessica Kimble
- Steven Williams vai Creighton Duke
- Kane Hodder vai Jason Voorhees
- Allison Smith vai Vicki
- Steven Culp vai Robert Campbell
- Billy Green Bush vai Cảnh sát trưởng Landis
- Erin Gray vai Diana Kimble
- Rusty Schwimmer vai Joey B.
- Leslie Jordan vai Shelby
- Andrew Bloch vai Josh
- Kipp Marcus vai Randy
- Richard Gant vai Điều tra viên Phil
- Gino Kane vai Ward
- Julie Michaels vai Elizabeth Marcus
- Paul Devine vai Paul